# Harald Vollmar
Harald Vollmar (n. 24 aprilie 1947, Bad Frankenhausen, Zona de ocupație sovietică, Germania) este un trăgător de tir ce a reprezentat Germania, medaliat olimpic. A participat la 4 ediții ale Jocurilor Olimpice (1968, 1972, 1976, 1980) în care a câștigat două medalii de argint și o medalie de bronz.